# Église Saint-Maurice de Caromb
Pour les articles homonymes, voir Église Saint-Maurice.
L'église Saint-Maurice est un édifice religieux situé sur la commune de Caromb, dans le département français de Vaucluse.

## Histoire
L’église Saint-Maurice de Caromb se situe sur un éperon rocheux, hors des murs du village fortifié. Imposante par la taille de son clocher, elle fut bâtie en pierres de Caromb au début du XIVe siècle. La plaque de marbre commémorative, dans la sacristie, célèbre la consécration de l’église en 1421 et nous apprend que le commencement de  sa construction date de 1333. Une église qui est sous le vocable de saint Maurice car ce dernier se serait arrêté à Caromb lors de son périple en Gaule. Son histoire se retrouve sur le triptyque de la chapelle des fonts baptismaux,  peint par Rollier en 1553. L’église devient collégiale à la fin du XVe siècle lorsque l’épouse du seigneur de Caromb, Anne de Courtois, fit nommer six chanoines pour en assurer les charges. Par ailleurs, cette même dame fit construire la dernière chapelle de l'église appelée « chapelle des Hommes » ou repose la dépouille de son époux, Étienne de Vesc, dans un tombeau admirablement sculpté.   
L'église est classée au titre des monuments historiques en 1849.

## Architecture
Édifiée durant l’époque gothique, l’église est construite suivant un plan de croix latine. Elle présente une façade sobre mais originale percée d’un unique portail. Ce dernier est encadré de deux murs épais qui semblent jouer un rôle de contrefort et sur lesquels prend appui une profonde archivolte abritant une statue de la Vierge sous le vocable de la Sainte-Garde. Cette statue fut offerte en 1721 par les Carombais demandant protection à la Vierge contre la peste qui décimait la région.
Cette même façade possède également un cadran solaire enserré dans la maçonnerie de l'édifice ainsi qu’une splendide rosace.
À l’intérieur, l’église présente une nef voûtée d’un berceau brisé renforcé d’arcs en doubleaux, des chapelles latérales, un transept et une abside pentagonale voûtée d’ogives. Le clocher est soutenu d’une coupole orthogonale dont les trompes  possédant des décors évangélistes. Le point d'orgue de l'église est son chœur pentagonal gothique en voûte d'arêtes coiffée d'une clef représentant un Agnus Dei.
On peut notamment s'apercevoir de la richesse de sa décoration au travers des deux files de statues dorées de la nef et des triptyques de style baroque décorant le chœur et les chapelles.
Elle se pare de vitraux contemporains réalisés par Jean-Marie Benoit en 1974. Ces vitraux apportent une touche de modernité à l’édifice vieux de sept siècles.

## Mobilier

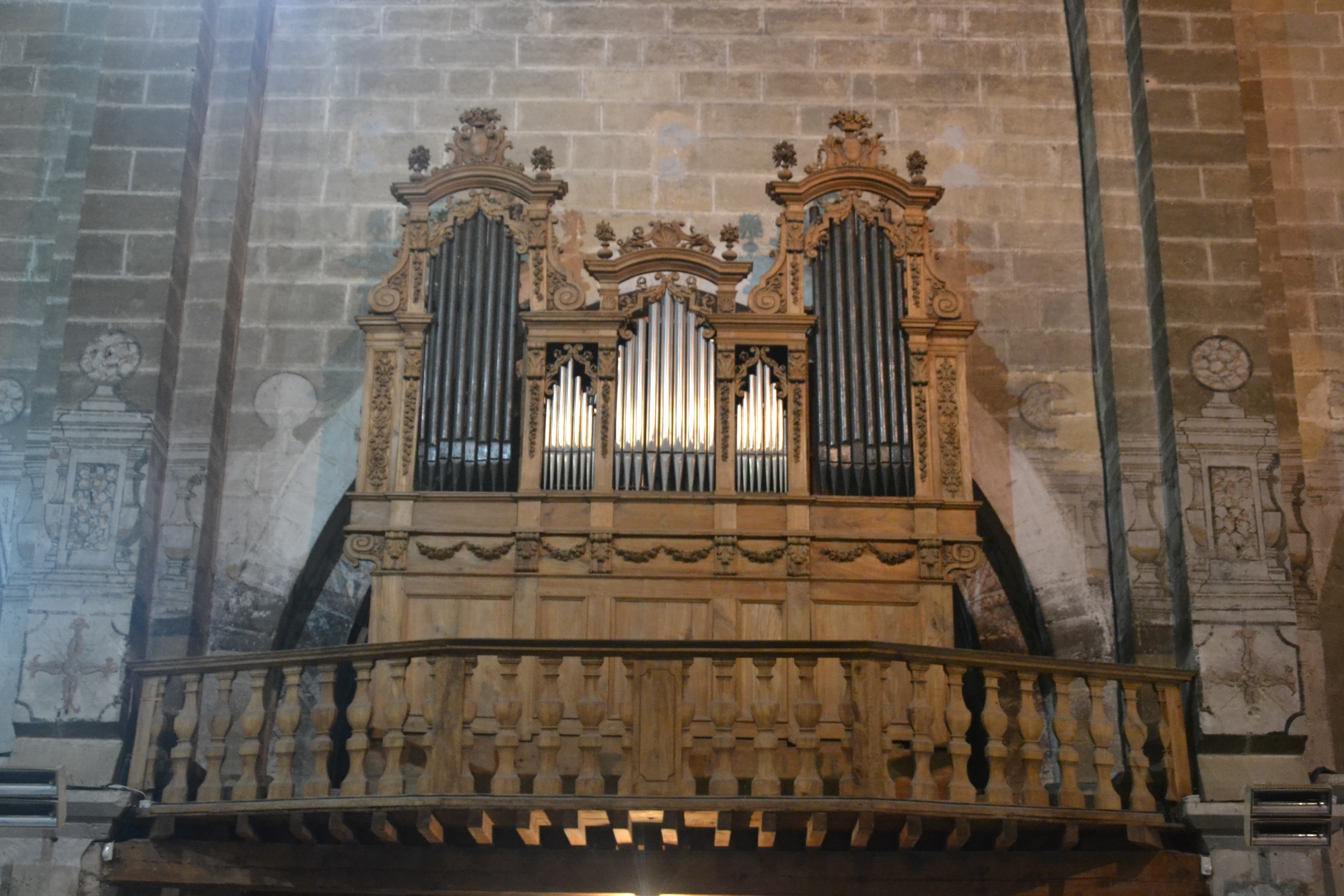
Orgue

L'église présente un mobilier d’intérêt puisque certains éléments sont classés à titre objet des monuments historiques dont un orgue daté de 1701 et le tombeau d'Étienne de Vesc, de style gothique, placé dans la « chapelle seigneuriale ».